# Komptonia amerykańska
Komptonia amerykańska (Comptonia peregrina (L.) J.M.Coult.) – gatunek rośliny wieloletniej należący do rodziny woskownicowatych. Jedyny współczesny przedstawiciel rodzaju komptonia Comptonia. Występuje w lasach wschodniej części Ameryki Północnej.
Status gatunku we florze Polski jest niejasny – jest rzadko uprawiany, w dodatku jest określany jako trudny w uprawie i krótkotrwały, a mimo to zarejestrowany został także jako zdziczały na wybrzeżu Bałtyku.

## Morfologia

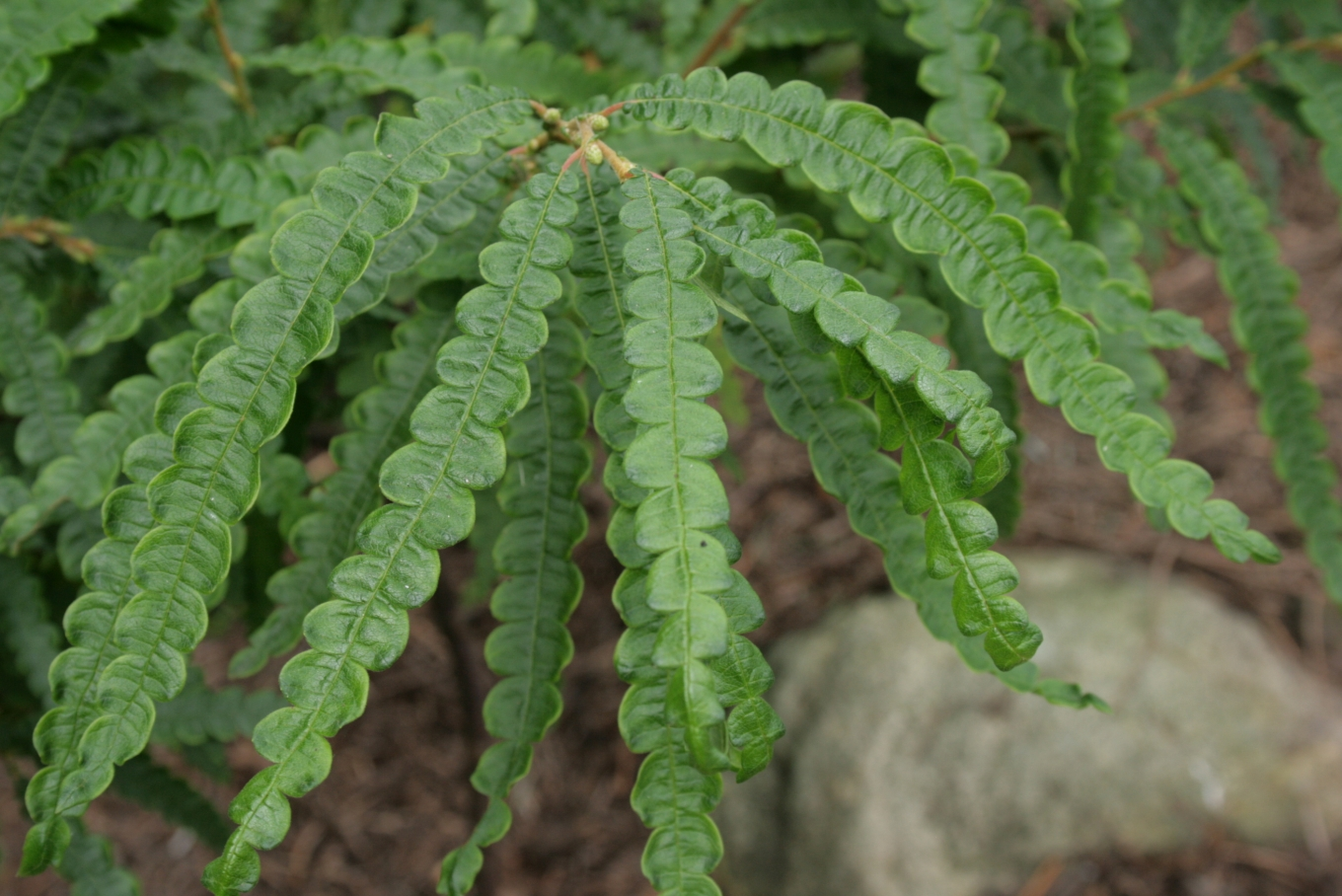
Liście

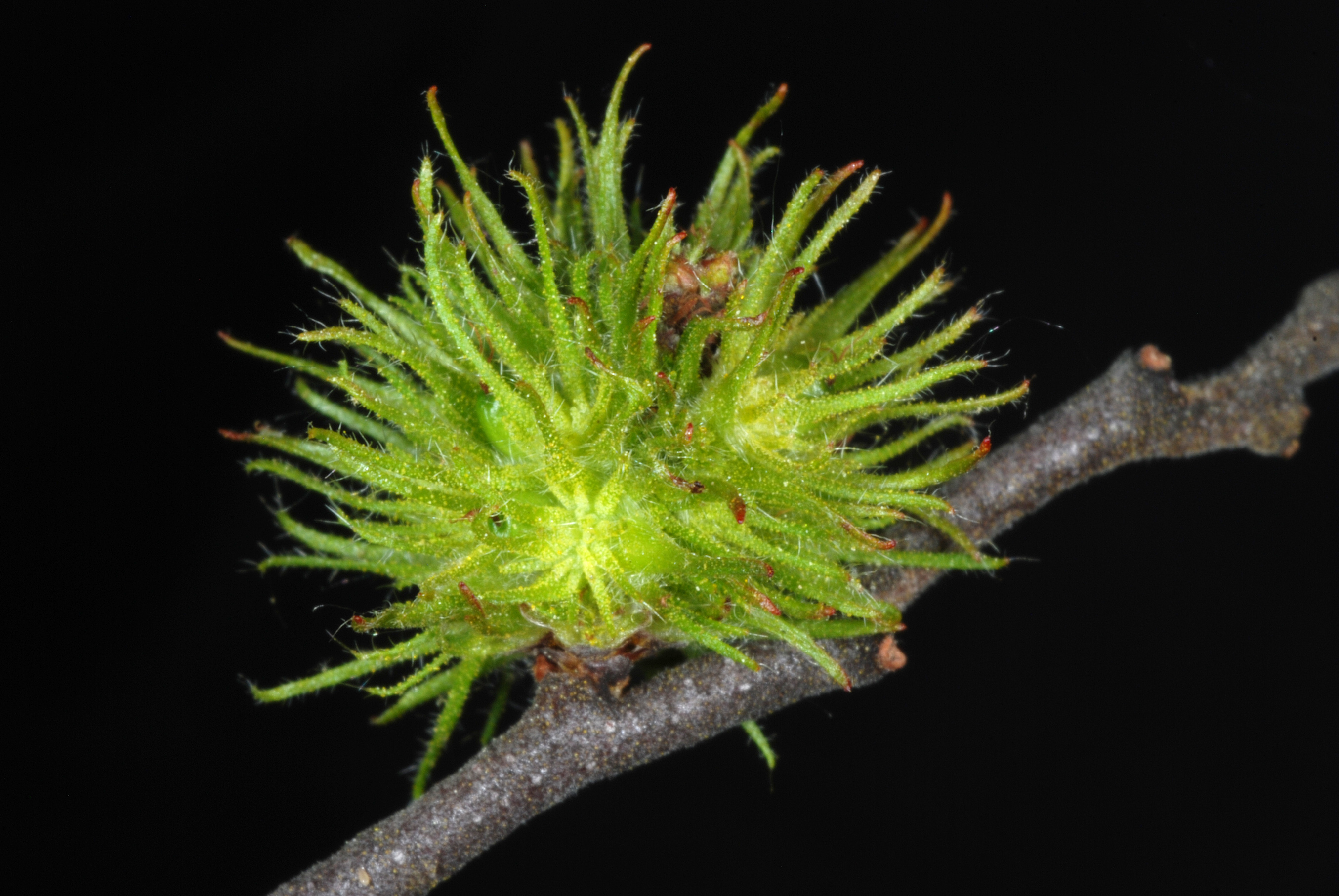
Rozwijający się owoc

PokrójKrzew dwupienny osiągający wysokość do 0,5–1 m o kulistym pokroju.
PędyWysmukłe, wzniesione i kruche, filcowato owłosione.
LiścieUlistnienie skrętoległe. Liście zimozielone, krótkoogonkowe (ogonek owłosiony), skórzaste, wąskolancetowate i pierzastoklapowane o długości 4–12 cm i 5–8 mm szerokości. Od górnej strony liście błyszczące, ciemnozielone, nagie lub skąpo owłosione, od dołu jasnozielone z wyraźnym nerwem, owłosione. Przylistki półsercowate, zielone, z czasem brązowiejące.
KwiatyKwiaty męskie zebrane w walcowate kłosy o długości 6–12 mm. Pręcików (3)4(6). Kwiaty żeńskie zebrane w krótsze kłosy. Kwitnie na początku maja.
OwocNiewielki, okrągły, złocistożółty pestkowiec. Nasiona drobne.

## Biologia i ekologia
Rośnie na glebach suchych w obszarach górzystych.